# Ignasi Girona i Agrafel
Ignasi Girona i Agrafel   (Barcelona, 1824 - Barcelona, 30 d'agost de 1889) fou un financer i empresari català, fill d'Ignasi Girona i Targa i germà de Joan, Jaume, Casimir i Manuel Girona i Agrafel.

## Biografia
Als 25 anys es va integrar en l'empresa familiar Girona Germanos, Clavé i Cía. Juntament amb el seu germà Casimir, diverses foses i forges que van donar lloc a la important metal·lúrgica Material para Ferrocarriles y Construcciones, coneguda popularment com a Can Girona, propietat de la família fins al 1947.
Ek 1876 es va involucrar en la mineria del carbó amb la compra de diverses mines de lignit al Baix Segre, fundant l'empresa de les Minas de la Granja de Escarpe. Al costat de les mines va construir una fàbrica de ciment, aprofitant que a la zona abundava la roca calcària. Per a la seva explotació va construir el primer ferrocarril de via estreta de la comarca, el qual permetia portar el ciment fins al riu Segre on s'embarcava fins a Barcelona pel riu Ebre. Van ser els seus fills els qui en 1907 van prendre el control de l'altra gran empresa minera de la conca, La Cabonífera del Ebro SA, integrant-hi les seves mines i la fàbrica de ciment, per crear una de les més importants empreses lignitíferas d'Espanya.
El 1856, fundà i presidí la Compañia General del Crédito «El Comercio», que va tancar després d'una mort dolça en la crisi general de 1867. El 1874 va ser el primer director de la sucursal de Barcelona del Banc d'Espanya, en un dels moments més tibants de la relació amb el Banc de Barcelona (que dirigia el seu germà Manuel), càrrec en el qual solament va estar uns mesos, és de suposar que, entre altres raons, per evitar problemes amb el seu germà, donada la unió que hi havia entre ells. La sucursal del Banc d'Espanya de Barcelona era al palau del carrer Ample, 2, on vivia el seu germà Manuel i havia estat la primera oficina del Banc de Barcelona, després de la seva fundació.
Va heretar, juntament amb el seu germà Jaume al que després li va adquirir la seva part (1882), el castell del Remei, situat a la Plana d'Urgell, i al pati va col·locar el seu lema: «L'home fa la casa, la casa fa l'home», seguint el costum familiar. Participà i va tenir càrrecs directius en moltes empreses.
Els seus últims anys van ser, des del punt de vista econòmic, més aviat tristos, doncs sembla que cap negoci dels que tenia li anava bé i, a més, tenia contreta un gran deute amb el seu germà Manuel, a la qual ha de fer front la seva esposa. En morir el 1889, els seus fills i la seva esposa hagueren de donar la cara i intentar sortir de la complicada situació econòmica en la qual es troba la família. La seva esposa, Amelia de Vilanova, encara que és molt rica, es veu obligada, a més de reconèixer el deute del seu marit amb Manuel i el que li deu el seu marit, a sol·licitar ajuda econòmica al seu cunyat Manuel Girona i Agrafel. La seva esposa, juntament amb els seus fills Ignasi i Joan, amb l'ajuda de les seves filles Maria i Elena, van haver de fer front a la complicada situació familiar.

### Vida social
Va casar-se amb Amèlia de Vilanova i Nadal, una dona d'extraordinària bellesa, culta i que pertanyia a una noble i adinerada família de Barcelona, que havia quedat vídua molt jove, després d'uns anys de matrimoni amb Antoni Bruguera i Martí, fill d'una rica família originària de Mataró, amb qui havia tingut una filla, Anna, nascuda el 1845. Això va permetre Ignasi moure's entre l'alta societat tradicional barcelonina. El matrimoni va tenir cinc fills: Amèlia, morta a la infantesa; Ignasi (casat en primeres núpcies amb Concepció Ferrer-Vidal i Soler, amb un fill mort infant, i en segones amb Anna Jover i Peix, de família de banquers, sense successió); Joan (es va quedar solter); Maria (casada amb Albert Escubós i Llosas, varen tenir cinc fills: Teresa, Helena, Antoni, Maria i Albert) i finalment, Helena (casada amb Joaquim Folch i Solà, varen tenir 7 fills).
Ignasi va fer construir una de les primeres cases de l'Eixample a l'actual plaça de Catalunya, 14, costat Besós, en el que llavors era l'arrencada del Passeig de Gràcia.
Ignasi va fer construir una vila d'estiueig en la llavors independent vila de Sarrià, prop de la del seu germà Manuel (Torre Girona), de la qual es conserva part de l'enorme parc, els Jardins de Vil·la Amèlia.